# Список неморських молюсків України
Список неморських молюсків України має включати щонайменше 284 види: 204 види наземних молюсків, понад 50 видів прісноводних черевоногих молюсків та 30 видів прісноводних двостулкових молюсків.

## Наземні молюски
Цей список, зокрема українські назви видів, наведено згідно монографії «Охорона наземних молюсків України»  2016 року.
Інші види або інші їх українські назви наводяться з окремими посиланнями.
Pomatiidae
- Pomatias rivularis (Eichwald, 1829) — кругловустик струмковий

Aciculidae
- Acicula parcelineata (Clessin, 1911) — скалочка карпатська
- Platyla polita (Hartmann, 1840) — скалочка блискуча
- Platyla perpusilla (Reinhardt, 1880) — скалочка крихітна
- Platyla jankowskiana (Jackiewicz, 1979) — скалочка женецька

Ellobiidae
- Myosotella myosotis (Draparnaud, 1801)[3] — живе в морській літоралі, різні дослідники відносять до морських або наземних молюсків.

Carychiidae
- Carychium minimum Müller, 1774 — мізунчик звичайний
- Carychium tridentatum (Risso, 1826) — мізунчик довгастий

Orculidae
- Sphyradium doliolum (Bruguière, 1792) — бочівка шипаста
- Argna bielzi  (Rossmässler, 1859) — аргна карпатська
- Lauria cylindracea (Da Costa, 1778) — лавровка приморська

Cochlicopidae
- Cochlicopa lubricella (Rossmässler, 1835) — агатівка струнка
- Cochlicopa lubrica (Müller, 1774) — агатівка звичайна
- Cochlicopa nitens (Gallenstein, 1848) — агатівка широка

Valloniidae
- Acanthinula aculeata (Müller, 1774) — колючка шипшинаста
- Spermodea lamellata Jeffreys, 1830 — дернівка пластинчаста
- Vallonia excentrica Sterki, 1893 — дернівка овальна
- Vallonia pulchella (Müller, 1774) — дернівка хороша
- Vallonia enniensis (Gredler, 1856) — дернівка тірольська
- Vallonia costata (Müller, 1774) — дернівка ребриста

Vertiginidae
- Vertigo pusilla Müller, 1774 — закрутка ясна
- Vertigo antivertigo (Draparnaud, 1801) — закрутка зворотна
- Vertigo substriata (Jeffreys, 1833) — закрутка покреслена
- Vertigo pygmaea (Draparnaud, 1801) — закрутка карликовата
- Vertigo moulinsiana (Dupuy, 1849) — закрутка трав'яна
- Vertigo geyeri Lindholm, 1925 — закрутка болотна
- Vertigo alpestris Alder, 1837 — закрутка альпійська
- Vertigo angustior Jeffreys, 1830 — закрутка вузенька
- Truncatellina costulata (Nilsson, 1822) — циліндриця узлісна
- Truncatellina claustralis (Gredler, 1856) — циліндриця південна
- Truncatellina cylindrica (Férussac, 1807) — циліндриця звичайна
- Columella edentula (Draparnaud, 1805) — стовбчатка звичайна

Pupillidae
- Gibbulinopsis interrupta (Reinhardt, 1876) — крихітка багатозуба
- Pupilla muscorum (Linnaeus, 1758) — крихітка мохівка
- Pupilla pratensis (Clessin, 1871) — крихітка лучна
- Pupilla sterrii (Voith, 1840) — крихітка скельова
- Pupilla triplicata (Studer, 1820) — крихітка тризуба
- Pupilla bigranata (Rossmässler, 1839) — крихітка двозуба

Pyramidulidae
- Pyramidula pusilla (Vallot, 1801) — пірамідка звичайна

Chondrinidae
- Granaria frumentum (Draparnaud, 1801) — бескидниця сутінкова
- Chondrina arcadica (Westerlund, 1883) [syn. Chondrina avenacea auct.] — бескидниця аркадійська
- Rupestrella rhodia (Roth, 1839) — бескидниця родоська

Enidae
- Merdigera obscura (Müller, 1774) — обжерка темна
- Ena montana (Draparnaud, 1801) — обжерка гірська
- Thoanteus gibber (Krynicki, 1833) — обжерка горбата
- Peristoma merduenianum Krynicki, 1833 — круглозубка ущелинна
- Peristoma rupestre (Krynicki, 1833) — круглозубка бескидиста
- Peristoma ferrarii Hausdorf, 1994 — круглозубка бабуганська
- Brephulopsis bidens (Krynicki, 1833) — пелюшниця двозуба
- Brephulopsis cylindrica (Menke, 1828) — пелюшниця велика
- Ramusculus subulatus (Rossmässler, 1837) — пелюшниця струнка
- Zebrina detrita (Müller, 1774) — пелюшниця степова
- Mastus bielzi (Kimakowicz, 1890) — обжерка карпатська
- Chondrula tridens (Müller, 1774) — пелюшниця тризуба
- Chondrula microtragus (Rossmässler, 1839) — пелюшниця козлина

Ferussaciidae
- Cecilioides acicula (Müller, 1774) — блистун звичайний
- Cecilioides raddei (Boettger, 1879) — блистун кавказький

Clausiliidae
- Serrulina serrulata (Pfeiffer 1847) — серуліна зубчаста
- Cochlodina orthostoma (Menke, 1828) — кохлодіна мала
- Cochlodina cerata (Rossmässler 1836) — кохлодіна воскова
- Cochlodina laminata (Montagu, 1803) — кохлодіна блискуча
- Elia novorossica (Retowski, 1888) — елія нагольняньська
- Ruthenica filograna (Rossmässler, 1836) — русинка тендітна
- Macrogastra ventricosa (Draparnaud, 1801) — пралісниця велика
- Macrogastra borealis (Boettger, 1878) — пралісниця північна
- Macrogastra tumida (Rossmässler, 1836) — пралісниця карпатська
- Macrogastra plicatula (Draparnaud, 1801) — пралісниця струнка
- Clausilia pumila Pfeiffer, 1828 — заслонниця мала
- Clausilia cruciata (Studer, 1820) — заслонниця деревна
- Clausilia dubia Draparnaud, 1805 — заслонниця скельова
- Mentissa canalifera (Rossmässler, 1836) — ментіса лісова
- Mentissa gracilicosta (Rossmässler, 1836) — ментіса скельова
- Mentissa velutina Baidashnikov, 1990 — ментіса оксамитова
- Vestia turgida (Rossmässler, 1836) — вестія мінлива
- Vestia elata (Rossmässler, 1836) — вестія шляхетна
- Vestia gulo (Bielz, 1859) — вестія обжериста
- Bulgarica cana (Held, 1836) — веретенка сіра
- Laciniaria plicata (Draparnaud, 1801) — веретенка зубата
- Alinda biplicata (Montagu, 1803) — веретенка західна
- Pseudalinda fallax (Rossmässler, 1836) — веретенка оманлива
- Pseudalinda stabilis (Pfeiffer, 1847) — веретенка міцна
- Balea perversa (Linnaeus, 1758) — вежійка беззуба

Punctidae
- Punctum pygmaeum(інші мови) (Draparnaud, 1801) — пупкалик карликуватий

Discidae
- Discus ruderatus (Hartmann, 1821) — пупкалик звичайний
- Discus rotundatus (Müller, 1774) — пупкалик строкатий
- Discus perspectivus (Megerle von Mühlfeld, 1816) — пупкалик пралісовий

Helicodiscidae
- Lucilla singleyana (Pilsbry, 1889) — пупкалик американський
- Lucilla scintilla (Lowe, 1852) — пупкалик мадейрський

Euconulidae
- Euconulus fulvus (Müller, 1774) — дзигунчик звичайний

Gastrodontidae
- Zonitoides nitidus (Müller, 1774) — мошняк блискучий

Zonitidae
- Vitrea diaphana (Studer, 1820) — кришталівка прозора
- Vitrea transsylvanica (Clessin, 1877) — кришталівка трансильванська
- Vitrea subrimata (Reinhardt, 1871) — кришталівка вузькопупа
- Vitrea crystallina (Müller, 1774) — кришталівка ексцентрична
- Vitrea contracta (Westerlund, 1871) — кришталівка концентрична
- Vitrea pygmaea (O. Boettger, 1880) — кришталівка карликувата
- Vitrea nadejdae Lindholm, 1926 — кришталівка кримська
- Taurinellushka babugana [en] Balashov, 2014 — таврінелятко бабуганське
- Aegopinella pura (Alder, 1830) — лоснюк чистий
- Aegopinella minor (Stabile, 1864) — лоснюк малий
- Aegopinella nitens (Michaud, 1831) — лоснюк кривий
- Aegopinella nitidula (Draparnaud, 1805) — лоснюк тендітний
- Aegopinella epipedostoma  (Fagot 1879) — лоснюк плоскоротий
- Perpolita hammonis (Strøm, 1765) — лоснюк променистий
- Perpolita petronella (Pfeiffer, 1853) — лоснюк зеленкуватий
- Oxychilus draparnaudi (Beck, 1837) — лощак драпарновів
- Oxychilus translucidus (Mortillet, 1853) — лощак кавказький
- Oxychilus diaphanellus (Krynicki, 1836) — лощак таврійський
- Oxychilus deilus (Bourguignat, 1857) — лощак понтійський
- Oxychilus mingrelicus (Mousson, 1863) — лощак грузинський
- Oxychilus kobelti (Lindholm, 1910) — лощак велетенський
- Cellariopsis deubeli (Wagner, 1914) — лощак карпатський
- Morlina glabra (Westerlund, 1881) — лощак гладенький
- Riedeliconcha depressa (Sterki, 1880) — лощак плаский
- Mediterranea hydatina (Rossmässler, 1838) — лощак середземноморський
- Mediterranea inopinata (Uličný, 1887) — лощак степовий

Daudebardiidae
- Daudebardia rufa (Draparnaud, 1805) — даудебардія руда
- Daudebardia brevipes (Draparnaud, 1805) — даудебардія коротконога
- Bilania boettgeri (Clessin, 1883) — даудебардія кримська
- Carpathica calophana (Westerlund, 1881) — даудебардія карпатська

Trigonochlamydidae
- Selenochlamys sp. — селенохламис

Parmacellidae
- Parmacella ibera (Eichwald, 1841) — пармацела іберійська

Milacidae
- Tandonia cristata (Kaleniczenko, 1851) — тандонія понтійська
- Tandonia retowskii (Boettger, 1882) — тандонія калініченкова
- Tandonia kusceri (Wagner, 1931) — тандонія велика

Vitrinidae
- Vitrina pellucida (Müller, 1774) — склиця прозора
- Phenacolimax annularis (Studer, 1820) — склиця покреслена
- Eucobresia nivalis (Dumont & Mortillet, 1854) — склиця снігова
- Semilimax semilimax (Férussac, 1802) — напівслимак звичайний
- Semilimax kotulae (Westerlund, 1883) — напівслимак гірський

Limacidae
- Limax maximus Linnaeus, 1758 — слимак великий
- Limax cinereoniger Wolf, 1803 — слимак чорний
- Limax bielzii Seibert, 1874 — слимак карпатський
- Malacolimax tenellus (Müller, 1774) — слимак тендітний
- Limacus flavus (Linnaeus, 1758) — слимак полумя'ний
- Limacus maculatus (Kaleniczenko, 1851) — слимак плямистий
- Lehmannia marginata (Müller, 1774) — древлюк звичайний
- Lehmannia macroflagellata Grossu & Lupu, 1962 — древлюк гірський
- Bielzia coerulans (Bielz, 1851) — синюк карпатський

Agriolimacidae
- Deroceras laeve (Müller, 1774) — слотавець гладенький
- Deroceras sturanyi (Simroth, 1894) — слотавець молотковий
- Deroceras agreste (Linnaeus, 1758) — слотавець польовий
- Deroceras reticulatum (Müller, 1774) — слотавець сітчастий
- Deroceras turcicum (Simroth, 1894) — слотавець турецький
- Deroceras subagreste (Simroth, 1892) — слотавець серпоподібно-плямистий
- Deroceras tauricum (Simroth, 1901) — слотавець таврійський
- Deroceras rodnae Grossu & Lupu, 1965 — слотавець румунський
- Deroceras caucasicum (Simroth, 1901) — слотавець кавказький
- Deroceras moldavicum (Grossu & Lupu, 1961) — слотавець молдовський
- Deroceras occidentale (Grossu & Lupu, 1966) — слотавець карпатський
- Krynickillus melanocephalus Kaleniczenko, 1851 — слотавець чорноголовий

Boettgerillidae
- Boettgerilla pallens Simroth, 1912 — хробалюк звичайний

Arionidae
- Arion circumscriptus Johnston, 1828 — маслюк плямистий
- Arion silvaticus Lohmander, 1937 — маслюк лісовий
- Arion fasciatus (Nilsson, 1823) — маслюк блідий
- Arion distinctus Mabille, 1868 — маслюк оманливий
- Arion fuscus (Müller, 1774) — маслюк рудий
- Arion lusitanicus sensu lato — маслюк іспанський

Bradybaenidae
- Fruticicola fruticum (Müller, 1774) — равлик чагарниковий

Helicidae
- Isognomostoma isognomostomos (Schröter, 1784) — равлик рівнозубий
- Drobacia banatica (Rossmässler, 1838) — равлик банатський
- Faustina faustina (Rossmässler, 1835) — равлик гарний
- Arianta arbustorum (Linnaeus, 1758) — равлик деревний
- Arianta petrii (Kimakowicz, 1890) — равлик чорний
- Helix pomatia Linnaeus, 1758 — равлик виноградний
- Helix lutescens (Rossmässler, 1837) — равлик жовтуватий
- Helix lucorum Linnaeus, 1758 — равлик строкатий
- Helix albescens (Rossmässler, 1839) — равлик південний
- Cryptomphalus aspersus (Müller, 1774) — равлик крапчастий
- Eobania vermiculata (Müller, 1774) — равлик розмальований
- Cepaea nemoralis (Linnaeus, 1758) — цепея лісова
- Cepaea hortensis (Müller, 1774) — цепея садова
- Cepaea vindobonensis (Pfeiffer, 1828) — цепея австрійська

Кущанкові (Hygromiidae)
- Trochulus hispidus (Linnaeus, 1758) — волохатик звичайний
- Trochulus villosulus (Rossmässler, 1838) — волохатик довговолосий
- Trochulus bielzi (Bielz, 1859) — волохатик карпатський
- Plicuteria lubomirskii (Ślósarskii, 1881) — волохатик Любомирського
- Edentiella bakowskii (Polinski, 1924) — волохатик Бонковського
- Helicopsis striata (Müller, 1774) — степівка ребриста
- Helicopsis filimargo (Krynicki, 1833) — степівка обрубана
- Helicopsis arenosa (Krynicki, 1836) — степівка оманлива
- Helicopsis luganica Gural-Sverlova, 2010 — степівка луганська
- Helicopsis retowskii (Clessin, 1883) — степівка Ретовського
- Helicopsis instabilis (Rossmässler, 1838) — степівка мінлива
- Xeropicta krynickii (Krynicki, 1833) — пустирниця чорнополоса
- Xeropicta derbentina (Krynicki, 1836) — пустирниця плямиста
- Xerolenta obvia (Menke, 1828) — пустирниця звичайна
- Pseudotrichia rubiginosa (Rossmässler, 1838) — кущанка волохата
- Monachoides vicinus (Rossmässler, 1842) — кущанка карпатська
- Monachoides incarnatus (Müller, 1774) — кущанка червонавобіла
- Perforatella bidentata (Gmelin, 1791) — вільшанниця двозуба
- Perforatella dibothrion (Kimakowicz, 1884) — вільшанниця велика
- Urticicola umbrosus (Pfeiffer, 1828) — кущанка кропив'яна
- Cernuella virgata (Da Costa, 1778) — кущанка середземноморська
- Prostenomphalia carpathica Baidashnikov, 1985 — простеномфалія карпатська
- Harmozica ravergiensis (Férussac, 1835) — кущанка кавказька
- Euomphalia strigella (Draparnaud, 1801) — кущанка лисувата
- Monacha fruticola (Krynicki, 1833) — монашка підкущова
- Monacha cartusiana (Müller, 1774) —  монашка паперова
- Monacha claustralis (Menke, 1828) — монашка усамітнена

Succineidae
- Succinella oblonga (Draparnaud, 1801) — бурштинівка сіра
- Succinea putris (Linnaeus, 1758) — бурштинівка звичайна
- Oxyloma sarsii (Esmark, 1886) — бурштинівка урізна
- Oxyloma elegans (Risso, 1826) — бурштинівка струнка
- Oxyloma dunkeri (Pfeiffer, 1865) — бурштинівка дунайська

## Прісноводні молюски

### Прісноводні черевоногі
Родина Planorbidae
- Котушка загорнута безкільова (Anisus vorticulus)
- Котушка приплюснута (Hippeutis complanatus)

### Прісноводні двостулкові
Цей список наведено згідно статті О. В. Корнюшина 2002 року.
Unionidae
- Unio tumidus tumidus Philipsson, 1788
- Unio pictorum (Linnaeus, 1758)
- Unio crassus (Philipsson, 1788)
- Anodonta cygnea (Linnaeus, 1758)
- Anodonta anatina (Linnaeus, 1758)
- Sinanodonta woodiana (Lea, 1834)
- Pseudanodonta complanata (Rossmässler, 1835)

Sphaeriidae
- Sphaerium rivicola (Lamarck, 1818)
- Sphaerium solidum (Normand, 1844)
- Sphaerium corneum (Linnaeus, 1758)
- Sphaerium nucleus (Studer, 1820)
- Sphaerium ovale (A. Férussac, 1807)
- Musculium lacustre (Müller, 1774)
- Pisidium amnicum (Müller, 1774)
- Pisidium moitessierianum Paladilhe, 1866
- Pisidium personatum Malm, 1855
- Pisidium casertanum (Poli, 1791)
- Pisidium globulare Westerlund & Clessin, 1873
- Pisidium obtusale (Lamarck, 1818)
- Pisidium henslowanum (Sheppard, 1823)
- Pisidium supinum A. Schmidt, 1851
- Pisidium lilljeborgii Clessin, 1886
- Pisidium nitidum Jenyns, 1832
- Pisidium pseudosphaerium J. Favre, 1927
- Pisidium hibernicum Westerlund, 1894
- Pisidium subtruncatum Malm, 1855
- Pisidium pulchellum Jenyns, 1832
- Pisidium milium Held, 1836

Dreissenidae
- Dreissena polymorpha (Pallas, 1771)
- Dreissena bugensis Andrusov, 1897